# Воскрекасенко, Сергей Илларионович

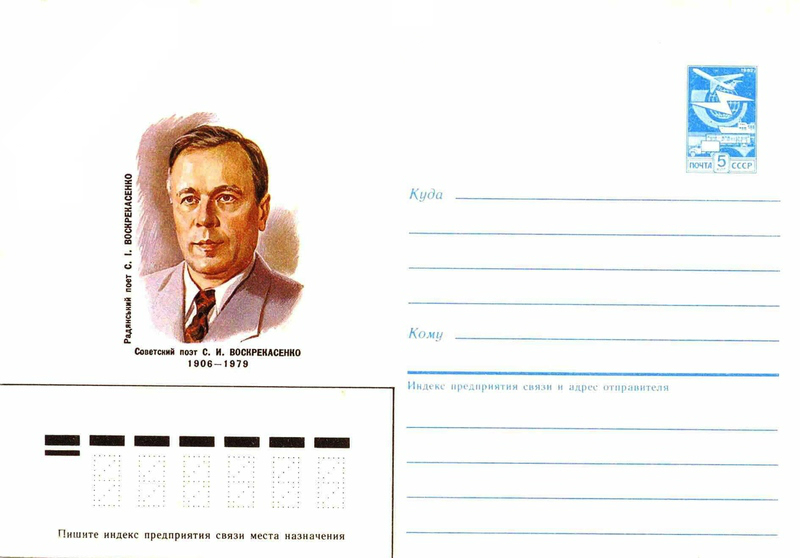
Почтовый конверт СССР в честь 80-летия со дня рождения украинского советского поэта-сатирика С. И. Воскрекасенко

Сергей Илларионович Воскрекасенко (укр. Сергі́й Іларіо́нович Воскрека́сенко; 19 октября 1906, с. Лазорцы Каневского уезда Киевской губернии (ныне Каневского района Черкасской области Украины) — 16 мая 1979, Киев) — украинский советский поэт-сатирик, юморист, переводчик.

## Биография
Родился в крестьянской семье. В 1928 окончил Киевский педагогический техникум, позже — институт народного образования. В 1928 по путевке комсомола направлен на работу в комсомольской прессе. Работал в газете, а затем журнале «Молодой большевик».
Участник Великой Отечественной войны. В годы войны — корреспондент газеты «За Советскую Украину», издававшейся при штабе Юго-Западного фронта для населения временно оккупированной территории Украины.
После войны продолжил работу в редакциях газет и журналов УССР (в частности, юмористическом журнале «Перец»).

## Творчество
Сергей Воскрекасенко имел дар сатирика, юмориста, лирика. Имя поэта-сатирика С. Воскрекасенко было хорошо известно украинскому читателю в 1950—1980-х годах.
Печататься он начал с 1928 года. При жизни С. И. Воскрекасенко вышло более тридцати поэтических книг, среди которых юмористические и сатирические:
- Сатира,
- Цілком серйозно,
- Взагалі і зокрема,
- Кому хвала, кому хула,
- Під прожектором,
- Березова каша,
- Не той герой, у кого шапка набакир,
- З перцем!..
- І всерйоз, і жартома,
- Я вас трошки потурбую,
- Будьмо ще кращими,
- І так далі,
- На тому і на цьому світі,
- Сатиричні мініатюри,
- Плями на совісті,
- Не криви душею,
- По коню і по голоблях,
- Що буває, те буває,
- Веселинка (для детей),

Автор книги воспоминаний «Портрети зблизька».
Занимался переводами произведений русских авторов на украинский язык, переводил тоже преимущественно юмор и сатиру. Особое место в его творчестве занимает перевод поэмы А. Твардовского «Василий Тёркин».
По мнению С. Олейника, заслуга Сергея Воскрекасенко перед украинской литературой заключается в том, что он одним из первых начал осваивать и утверждать жанр стихотворной сатиры.

## Память
- В честь 80-летия со дня рождения украинского советского поэта-сатирика С. И. Воскрекасенко почта СССР в 1986 г. выпустила почтовый конверт с изображением поэта.